# Andrzej Trzęsowski
Andrzej Radosław Trzęsowski (ur. 8 kwietnia 1936 w Warszawie, zm. 2 kwietnia 2019 w Warszawie) – polski specjalista w zakresie mechaniki, dr habilitowany, szachista.

## Życiorys
Syn Alfonsa i Walerii. W 1952 zdobył złoty medal w Drużynowych mistrzostwach Polski w szachach w Zakopanem, natomiast kolejnych 9 medali na Mistrzostwach Polski w kompozycji szachowej. Odbył studia na Politechnice Warszawskiej. W 1973 obronił pracę doktorską, otrzymując doktorat, a w 1981 habilitował się na podstawie oceny dorobku naukowego i pracy.
Pracował na stanowisku docenta w Instytucie Podstawowych Problemów Techniki PAN.

## Publikacje
- 2003: Tensility and compressibility of axially symmetric nanoclusters I: Simplified Modeling[1]
- 2003: On the quasi-solid state of solid nanoclusters[1]